# Concerto pour violon no 1 de Paganini
Pour les articles homonymes, voir Concerto pour violon no 1.
Le Concerto pour violon no 1 M.S. 21, op. 6 de Paganini est une œuvre musicale composée au début du XIXe siècle par le compositeur et violoniste virtuose italien Niccolò Paganini, et créée le 9 août 1815 à Genève.
Niccolò Paganini a composé son premier concerto pour violon en Italie, probablement entre 1817 et 1818. Le premier concerto révèle tout le génie technique et la virtuosité de Paganini. On pense, en particulier, que le public contemporain doit avoir été surpris par les passages relativement longs de tierces « double corde », à la fois chromatiques et harmoniques. Le concerto montre aussi la grande influence de l'opéra italien - le bel canto - sur le style mélodique de Paganini, en particulier les œuvres de son jeune contemporain, Gioachino Rossini.

## Structure
Le concerto no 1 pour violon de Paganini comporte trois mouvements :
1. Allegro maestoso – Tempo giusto
2. Adagio
3. Rondo : Allegro spirituoso – Un poco più presto

Durée : environ 37 minutes
Introduction de l'Allegro maestoso :
La lecture audio n'est pas prise en charge dans votre navigateur. Vous pouvez télécharger le fichier audio.
Second thème de l'Allegro maestoso :
La lecture audio n'est pas prise en charge dans votre navigateur. Vous pouvez télécharger le fichier audio.
Introduction de l'Allegro spirituoso :
La lecture audio n'est pas prise en charge dans votre navigateur. Vous pouvez télécharger le fichier audio.
le début du dernier mouvement fait partie de la musique militaire et composé sous forme de marche militaire.

## Tonalité
Paganini prévit de faire entendre le concerto en mi bémol majeur : les parties orchestrales étaient écrites en mi bémol et la partie solo en ré majeur, avec le violon solo accordé un demi-ton plus haut (la♭, mi♭, si♭, fa), technique connue sous le nom de scordatura ; ainsi il sonnerait en mi bémol. Cela permet au soliste d'avoir recours à des effets  impossibles avec un violon accordé normalement jouant en mi bémol (par exemple, l'ouverture du troisième mouvement, où le violon joue une gamme rapide descendante la-sol-fa#-mi-ré, à la fois frotté et pizzicato. Cela est possible avec une corde de ré à vide, mais pas dans la tonalité de mi bémol), car deux cordes auraient été requises. L'orchestre jouant, lui, dans la tonalité de mi bémol, moins naturelle au violon, avec des instruments accordés normalement (sol, ré, la mi pour le violon), ferait entendre moins de cordes à vide et sa sonorité moins brillante mettrait mieux en valeur la partie soliste.
Le public contemporain ne s’aperçut pas que Paganini avait réaccordé son instrument, et fut donc totalement stupéfait par ce qu'il semblait capable de jouer. (Les membres les plus mélomanes de l'auditoire auraient reconnu le son caractéristique d'une corde à vide, et auraient observé que cela tombait sur la tonique du morceau (une corde produisant normalement un ré à vide donnait un mi bémol). Ils auraient de cette manière déduit que Paganini avait réaccordé son violon.)
Le concerto a par la suite été arrangé en ré majeur par un compositeur inconnu. C'est pour cette raison qu'il y a de fréquentes confusions au sujet de la tonalité de l'œuvre, et de nos jours, c'est malheureusement la mauvaise orchestration avec la mauvaise tonalité qui est la plus souvent entendue et jouée[non neutre].

## Instrumentation
La partition originale publiée de Paganini est écrite pour 1 flûte, 2 hautbois, 2 clarinettes en A, 1 basson, 2 cors harmoniques en D, 2 trompettes en D, 1 trombone, et cordes.
Dans les années qui ont suivi la publication originale, Paganini a élargi occasionnellement cette orchestration, écrivant de temps en temps des parties pour : 2e flûte, contrebasson, doublant les cors, ajoutant les trombones 1 & 2 (déplaçant la partie existante pour trombone au trombone basse 3), timbales, et percussions (grosse caisse, cymbales crash, et cymbale suspendue). Il n'a jamais rapporté ces modifications dans le manuscrit original.